# Фазилбеков Атхамбек Ібрагімович
Атхамбек Ібрагімович Фазилбеков (12 серпня 1940, місто Ташкент, тепер Узбекистан — 9 листопада 2012, місто Ташкент, Узбекистан) — радянський узбецький діяч, хокім міста Ташкента, 1-й секретар Ташкентського міського комітету КП Узбекистану. Депутат Верховної ради Узбецької РСР, народний депутат Узбецької РСР. Кандидат технічних наук.

## Життєпис
У 1958—1963 роках — студент Ташкентського політехнічного інституту, інженер-технолог.
У 1963—1975 роках — майстер Ташкентського фарфорового (порцелянового) заводу; майстер, технолог, начальник цеху, заступник головного технолога, начальник лабораторії, начальник відділу спеціального конструкторсько-технологічного бюро заводу «Міконд» у Ташкенті. 
Член КПРС з 1966 року.
У 1975—1981 роках — секретар партійного комітету Ташкентського заводу «Міконд».
У 1981—1982 роках — інструктор ЦК КП Узбекистану.
У 1982—1985 роках — 1-й секретар Сабір-Рахімовського районного комітету КП Узбекистану міста Ташкента.
У 1985 році — заступник завідувача відділу ЦК КП Узбекистану.
У 1985—1988 роках — 2-й секретар Ташкентського міського комітету КП Узбекистану.
У 1986 році закінчив Ташкентську вищу партійну школу.
25 листопада 1988 — травень 1989 року — 1-й заступник голови Комітету народного контролю Узбецької РСР.
У травні — серпні 1989 року — постійний представник Ради міністрів Узбецької РСР при Раді міністрів СРСР у Москві.
У серпні 1989 — 14 вересня 1991 року — 1-й секретар Ташкентського міського комітету КП Узбекистану.
Одночасно, з 1990 по січень 1992 року — голова Ташкентської міської ради народних депутатів.
4 січня 1992 — 1994 року — хокім міста Ташкента.
Потім був директором декількох підприємств у Ташкенті.
Помер 9 листопада 2012 року в місті Ташкенті.

## Нагороди
- орден «Знак Пошани» (10.03.1981)
- медалі